# Oswaldia anorbitalis
Oswaldia anorbitalis är en tvåvingeart som först beskrevs av Brooks 1945.  Oswaldia anorbitalis ingår i släktet Oswaldia och familjen parasitflugor. Inga underarter finns listade i Catalogue of Life.